# The 8 Show
The 8 Show (koreanischer Originaltitel: 더 에이트 쇼; RR: Deo e-i-teu shyo) ist eine südkoreanische Miniserie, basierend auf den Webtoons Money Game (2018–2020) und Pie Game (2020–2021) von Bae Jin-soo. Die Miniserie wurde am 17. Mai 2024 weltweit auf Netflix veröffentlicht.

## Handlung
Acht sich gänzlich fremde Personen nehmen an einer mysteriösen und diabolischen Spielshow namens „The 8 Show“ teil. Jede Person zieht im Vorfeld eine Zahl zwischen eins und acht. Die dabei gezogene Zahl steht den anderen Personen nicht mehr zur Verfügung und stehen für die Etage, in denen die jeweilige Person einziehen wird. Auf ihrem Zimmer werden die Personen mit den Grundregeln vertraut gemacht. So verdient jede Person pro Minute Geld, welches auf ihrem Spielkonto abgelesen werden kann. Von diesem Geld kann via Wandtelefon alles gekauft werden, was die Person möchte. Der Preis beträgt jedoch das 100-fache des „echten“ Wertes. Diese erworbenen Gegenstände dürfen nicht aus dem Zimmer genommen werden, da sich der Kontostand andernfalls halbieren wird. Zudem gibt es im für alle zugänglichen Hof ein Telefon, das jedoch nicht mit Geld, sondern der verbleibenden Zeit bezahlt wird. Das Spiel endet nach Ablauf der Spielzeit, die zu Beginn 24 Stunden beträgt. Ebenfalls endet das Spiel, wenn die Überwachungskameras zerstört werden oder eine Person sterben sollte.
Schnell finden die Teilnehmer – die sich nur mit ihrer Etagennummer ansprechen – heraus, dass jede Etage unterschiedlich viel verdient. So verdient Etage 1 nur 10.000 Won pro Minute, während Etage 8 das 34-fache, nämlich 340.000 Won pro Minute verdient. Am Ende des Tages finden die Etagen heraus, dass sich die verbleibende Spielzeit verlängern lässt. Allerdings dauert es eine Weile, bis sie erkennen, dass der Unterhaltungswert ihres Tagesablaufes dafür verantwortlich ist. Angetrieben durch die Geldgier möchten sie zunächst so lange wie möglich im Spiel bleiben. Um den Unterhaltungswert zu erhöhen, veranstalten sie Spiele und Wettkämpfe mit zunehmend härteren Bestrafungen, die schwere Körperverletzungen zur Folge haben.
Schnell entstehen zwei Gruppen unter den Etagen, die fortan gegeneinander aufhetzen, foltern und manipulieren. Durch die Tatsache, dass Etage 8 zuerst die tägliche Essensration erhält und sie alleine entscheidet, ob und wie viel sie davon zu den verbleibenden Etagen schickt, entsteht eine direkte Abhängigkeit, die von den oberen Etagen ausgenutzt wird. So zerstören die oberen Etagen die Wandtelefone von Etage 1–7 und verschließen das freie Hoftelefon mit einem Schlüssel.
Durch weitere Betrügereien und Manipulationen wendet sich mehrmals das Blatt, bis Etage 1 sich bei einem Auftritt tödlich verletzt. Um das Spiel sofort zu beenden, zerstören die Etagen alle Kameras, woraufhin sich das Ausgangsportal öffnet.
Die verbleibenden unteren vier Etagen treffen sich ein letztes Mal bei der Trauerfeier von Etage 1 um Abschied zu nehmen.

## Besetzung und Synchronisation
Die deutschsprachige Synchronisation entstand basierend auf der Übersetzung von Jonas Palussek nach den Dialogbüchern von Sven Plate, Kim Hasper und Julius Hasper sowie unter der Dialogregie von Sven Plate durch die Synchronfirma VSI Synchron in Berlin.
| Rolle                   | Schauspieler   | Synchronsprecher   |
| ----------------------- | -------------- | ------------------ |
| No Sang-guk / „Etage 1“ | Bae Seong-woo  | Rainer Fritzsche   |
| Chun-ja / „Etage 2“     | Lee Joo-young  | Jodie Blank        |
| Bae Jin-su / „Etage 3“  | Ryu Jun-yeol   | Oscar Räuker       |
| Kim Yang / „Etage 4“    | Lee Yul-eum    | Laura Oettel       |
| Mun-jeong / „Etage 5“   | Moon Jeong-hee | Nicole Hannak      |
| Tae-seok / „Etage 6“    | Park Hae-joon  | Karlo Hackenberger |
| Yu Philip / „Etage 7“   | Park Jeong-min | Amadeus Strobl     |
| Song Se-ra / „Etage 8“  | Chun Woo-hee   | Daniela Molina     |

## Episodenliste
| Nr.                                                                          | Deutscher Titel | Originaltitel |
| ---------------------------------------------------------------------------- | --------------- | ------------- |
| 1                                                                            | Folge 1         | 1화           |
| 2                                                                            | Folge 2         | 2화           |
| 3                                                                            | Folge 3         | 3화           |
| 4                                                                            | Folge 4         | 4화           |
| 5                                                                            | Folge 5         | 5화           |
| 6                                                                            | Folge 6         | 6화           |
| 7                                                                            | Folge 7         | 7화           |
| 8                                                                            | Folge 8         | 8화           |
| Am 17. Mai 2024 wurden alle Folgen der Miniserie auf Netflix veröffentlicht. |                 |               |